# Prinses van Mars
Prinses van Mars (Engelse titel: A Princess of Mars) is een sciencefictionroman van de Amerikaanse schrijver Edgar Rice Burroughs. Het is het eerste deel in de Barsoom-reeks, en geldt tegenwoordig als een klassiek voorbeeld van begin-20e-eeuwse pulpfictie. Het verhaal bevat naast sciencefiction ook elementen van westerns en fantasy.

## Inhoud
John Carter, een soldaat die tijdens de Amerikaanse Burgeroorlog meevocht aan de kant van de Geconfedereerde Staten van Amerika, gaat meteen na de oorlog goud zoeken in Arizona. Hij vindt een goudader, maar wordt ontdekt door Apache-indianen. Achtervolgd door de indianen vlucht hij een grot binnen, die door de Apaches als heilige plaats wordt beschouwd. Daar overkomt hem iets onverklaarbaars; zijn bewustzijn verlaat zijn lichaam en wordt, na eerst een tijdje in de grot te hebben gezeten, naar de planeet Mars verplaatst, waar het zich in een nieuw lichaam vestigt.
Op Mars, door de bewoners Barsoom genoemd, wordt Carter gevonden door een groep van de oorlogszuchtige groene Martianen, de Tharks, die hem gevangennemen. Daar de zwaartekracht op Mars kleiner is dan op aarde, is Carter hier tot bovenmenselijke prestaties in staat. Gecombineerd met zijn ervaringen als soldaat weet hij al snel het respect te winnen van de groene Martianen. Hij pikt hun taal snel op en verblijft langere tijd bij hen. Hij wordt zelfs vrienden met Tars Tarkas, een van de weinige groene Martianen die wel in staat is emoties te voelen (iets wat al vanaf jonge leeftijd afgeleerd wordt).
Op een dag is hij getuige van hoe de Tharks een schip overvallen en een rode Martiaanse vrouw gevangennemen. De vrouw is Dejah Thoris; de prinses van de stad Helium. Carter bevrijdt haar en onderneemt samen met haar een ontsnappingspoging. Onderweg komen ze een andere groep Groene Martianen, de Warhoons, tegen. Carter wordt door hen gevangen, maar Dejah Thoris kan ontkomen. Als gevangene van de Warhoons leert hij een andere rode Martiaan kennen, Kantos Kan. Beiden worden gedwongen om ter vermaak van de Warhoons in een arena met andere gevangenen te vechten, waarbij de winnaar zal worden vrijgelaten. Via een list weten Carter en Kantos Kan beiden te ontkomen, maar nadien raken ze elkaar weer kwijt.
Na nog enkele omzwervingen, waarbij Carter onder andere in de atmosfeerfabriek waar de atmosfeer van Mars kunstmatig in stand wordt gehouden belandt, arriveert hij in de stad Zodanga. Kantos Kan en Dejah Thoris blijken daar ook te zijn. Zodanga is al eeuwen de grootste vijand van Helium, en Dejah Thoris is dan ook hun gevangene. Carter slaagt erin om een luchtschip van Zodanga te bemachtigen en vliegt hiermee terug naar de Tharks. Hij helpt Tars Tarkas stamhoofd (Jeddak) van de Tharks te worden, en overtuigt hem ervan om alle groene Martianen te verenigen in de strijd tegen Zodanga. Zodoende brengt Carter niet alleen Zodanga ten val en beëindigt zo de oorlog, maar slaagt er ook in vrede te stichten tussen Helium en de groene Martianen.
Na zich duidelijk te hebben bewezen, trouwen Carter en Dejah Thoris. Daarmee wordt Carter officieel prins van Helium. 9 jaar lang wonen ze samen in de stad en staan op het punt hun eerste kind te krijgen, maar dan begeeft de atmosfeerfabriek het omdat de enige observator is gestorven. Carter haast zich erheen en weet de deur te openen daar hij de telepathische code nog weet van zijn vorige bezoek. Terwijl een monteur zich naar binnen haast om de machines te herstarten, verliest Carter door zuurstofgebrek het bewustzijn en wordt weer wakker op aarde.

## Publicatie

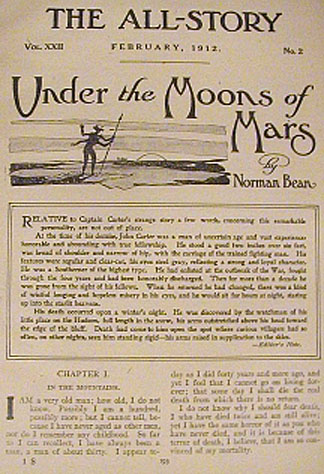
De originele publicatie van "Under the Moons of Mars" in The All-Story, februari 1912

Burroughs begon in de zomer van 1911 te werken aan A Princess of Mars. Hij schreef de eerste helft van het verhaal terwijl hij bij het bedrijf van zijn broer werkte. Burroughs probeerde naam te maken als zakenman, maar het ging hem niet goed af, en omdat hij een gezin had was hij wanhopig op zoek naar inkomen. Voor het verhaal putte hij inspiratie uit zijn ontmoetingen met mijnwerkers, cowboys en indianen tijdens zijn eerdere baantjes.
Tijdens het schrijven van A Princess of Mars hield Burroughs gedetailleerde lijsten bij van alle personages, hoofdstuktitels, en de begin- en einddatum waarop hij een hoofdstuk begon of afrondde. Deze manier van werken werd later standaard voor hem. Hij vertelde alleen zijn vrouw waar hij aan werkte daar hij bang was dat potentiële zakenpartners hem niet meer serieus zouden nemen als ze erachter kwamen aan wat voor soort verhaal hij werkte. Hij overwoog zelfs het verhaal te publiceren onder het pseudoniem "Normal Bean". Ook de titel van het verhaal was voor Burroughs lastig. Werktitels waren My First Adventure of Mars, The Green Martians, and Dejah Thoris, Martian Princess.
Burroughs was nog onervaren in het schrijversvak, en had geen idee hoe hij een verhaal het beste aan kon bieden bij een uitgever. Hij was wel bekend met het pulptijdschrift The All-Story, en gaf zijn eerste, nog onvoltooide, manuscript aan de redacteur van dit tijdschrift, Thomas Newell Metcalf. Metcalf had interesse in het verhaal, maar vond het wat te lang. Als Burroughs het verhaal kon inkorten tot 70.000 woorden, zou hij overwegen het te publiceren. Hiervoor haalde Burroughs onder andere het hoofdstuk "Sola Tells Me Her Story" weg (dit werd later, toen het verhaal in boekvorm verscheen, weer toegevoegd). Op 4 november 1911 kreeg Burroughs van Metcalf bericht dat het verhaal gepubliceerd zou worden. Metcalf betaalde Burroughs 400 dollar voor zijn werk.
In februari 1912 verscheen het verhaal in The All-Story, onder de titel "Under the Moons of Mars".
Het verhaal sloeg aan en Burroughs besloot zich geheel op het schrijversvak te richten. In 1914 leidde het succes van zijn verhalen tot de keuze van A.C. McClurg & Company om "Under the Moons of Mars" in boekvorm uit te brengen. Op 10 oktober 1917 verscheen de eerste boekversie, nu onder de uiteindelijke titel A Princess of Mars. Voor de boekversie werd het verhaal van afbeeldingen voorzien door Frank E. Schoonover.

## Analyse
De roman kan het beste worden geclassificeerd als science fantasy; een mix van fantasy en sciencefiction. Verder bevat het elementen van een space opera en sword and sorcery. A Princess of Mars en de vervolgen zijn enkele van de bekendste voorbeelden uit deze genres, en dienden voor veel latere auteurs als inspiratie, zoals Robert A. Heinlein. Arthur C. Clarke en Ray Bradbury.
Burrough schreef het verhaal als ware het een waargebeurd verhaal dat aan hem zou zijn doorverteld. In de introductie wordt vermeld dat John Carter tijdens Burroughs jeugd blijkbaar een kennis was van zijn familie, en hem het manuscript waarin hij zijn belevenissen had genoteerd zou hebben gegeven. Deze manier van vertellen komt ook in de latere delen terug.
A Princess of Mars hanteert dezelfde opzet als latere verhalen van Burroughs. Het is grotendeels een reisverhaal, met veel elementen van geweld, en situaties waarin de held gedwongen wordt zich aan te passen aan een voor hem barbaarse cultuur. De personages in het verhaal zijn niet bijzonder complex qua persoonlijkheid of moraliteit; ze zijn of goed, of slecht.
Burroughs idee van Mars was grotendeels gebaseerd op de destijds nog gangbare astronomische ideeën en speculaties van met name Percival Lowell, die de planeet zag als een stervende wereld die in een ver verleden mogelijk net zo was als de aarde.

## Rechten
A Princess of Mars is een van de drie verhalen waarvan Burroughs de auteursrechten geheel uit handen gaf. De andere twee zijn The Gods of Mars and Tarzan of the Apes.
In de Verenigde Staten is het auteursrecht op het verhaal inmiddels verlopen en bevindt het boek zich dus in het publiek domein. De tekst is onder andere via Project Gutenberg verkrijgbaar. Naar aanleiding van de film John Carter heeft Edgar Rice Burroughs, Inc. termen als "John Carter of Mars," "Princess of Mars," en "Barsoom" weer laten registreren als handelsmerk.

## Verfilmingen
- In 2009 gebruikte The Asylum het boek als basis voor de direct-naar-dvd film Princess of Mars.
- In 2012 produceerde Disney de bioscoopfilm John Carter, die grotendeels gebaseerd is op A Princess of Mars.